# Килини
Кили́ни (Киллена, Килене, Цирия, Зирия, греч. Κυλλήνη ή Ζήρια) — гора в Греции на полуострове Пелопоннес, на севере исторической области Аркадия. Отделяет Ахею от Аркадии.
Высота вершины составляет 2375 м над уровнем моря. Вторая по высоте гора на полуострове Пелопоннес. Покрыта сосновыми и еловыми лесами до высоты 1800 метров. Вершина практически лишена растительности.
Согласно мифам, на этой горе родился Гермес.